# 캄파냥역
캄파냥역(포르투갈어: Estação Ferroviária de Porto-Campanhã)은 포르투갈의 포르투에 위치한 역이다. 노르트 선의 종점이며, 포르투 시내에 위치한 상벤투 역에서 시작하는 미뉴 선과 접속한다. 단거리 열차들의 종착역인 상벤투역과 달리 알파 펜둘라르 등 장거리 열차들도 정차하며, 스페인 갈리시아 비고로 운행하는 국제열차가 발차한다.